# Гамакер, Хендрик Арент
Хендрик Аренc Гамакер (правильнее Хамакер; 24 февраля 1789 (в ЭСБЕ годом рождения неверно указан 1784), Амстердам — 10 октября 1835) — нидерландский историк-востоковед.

## Биография
Родился в семье торгового агента. Окончил Амстердамский университет. В 1815 году стал адъюнкт-профессором восточных языков в академии Франекера. С 1817 года был экстраординарным профессором восточных языков и литературы в Лейденском университете, а с 1822 года — ординарным. Преподавал в Лейдене до конца жизни.
Гамакер известен как автор нескольких трудов-каталогов о пунических (1822) и финикийских (1828) древностях и собиратель крупных для своего времени коллекций этих древностей. Согласно оценкам энциклопедии Макклинтока, его работы посвящены широкому кругу вопросов, однако отличаются «небрежностью».
С 1816 по 1824 год Гамакер печатал множество статей в нидерландских, германских и французских научных журналах, в том числе в «Учёных записках» Гёттингенского и Лейденского университетов.